# Liga Plenitude 2023/24
Die Liga Plenitude 2023/24 (bis Januar 2024: Liga Asobal) war die 34. Spielzeit der Liga Plenitude (ex: Liga Asobal), der höchsten Spielklasse im spanischen Männerhandball. Der Verband RFEBM war Ausrichter der Meisterschaft. Der Ligabetrieb begann am 6. September 2023. Meister wurde erneut der FC Barcelona („Barça“).

## Name
Nach dem Hauptsponsor Plenitude wurde die Liga Liga Plenitude Asobal genannt. Im Januar 2024 wurde die Liga Asobal vor Beginn der Rückrunde der Saison 2023/2024 nach dem Hauptsponsor umbenannt in Liga Plenitude.

## Teams
16 Teams spielten in der Saison 2023/24 in der höchsten Liga.
Außer Titelverteidiger Barça spielten auch Frankin BM Granollers, Bidasoa Irun, TM Benidorm, Rebi Balonmano Cuenca, BM Logroño La Rioja, ABANCA Ademar León, Helvetia Anaitasuna, Bada Huesca, Ángel Ximénez Puente Genil, Bathco BM Torrelavega, Frigoríficos del Morrazo Club Balonmán Cangas, Recoletas Atlético Valladolid und Unicaja Banco Sinfín bereits in der vorherigen Saison in der Liga Asobal.
Aufsteiger in die erste Liga waren Fertiberia Puerto Sagunto und Viveros Herol BM. Nava.
Drei der 16 Teams kamen aus der autonomen Gemeinschaft Kastilien und León, jeweils zwei aus Kantabrien, Katalonien und der valencianischen Gemeinschaft; jeweils ein Team stammt aus Andalusien, Aragonien, Baskenland, Galicien, Kastilien-La Mancha, La Rioja sowie Navarra.

## Modus und Spielzeit
Die 16 Teams spielten jeder gegen jeden in Hin- und Rückspiel.
Der Erstplatzierte nach Abschluss der Spielzeit war spanischer Meister. Die beiden letztplatzierten Teams stiegen in die División de Honor Plata ab. Das Team auf Platz 14 trat in Relegationsspielen gegen den Drittplatzierten der 2. Liga an.
Die reguläre Spielzeit begann am 9. September 2023 und endet am 26. Mai 2024, gefolgt von den beiden Relegationsspielen am 29. Mai und 1. Juni 2024. Vor und während der Europameisterschaft 2024 pausiert der Ligabetrieb. Am 13. Juli 2023 wurde der Spielplan veröffentlicht. Wegen der Teilnahme des FC Barcelona am IHF Super Globe 2023 wurde ein Spiel vom 9. Spieltag bereits am 6. September 2023 ausgetragen.
Im Juli 2022 wurde die Liga Asobal von der spanischen Directiva del Consejo Superior de Deportes (CSD) zur Profiliga bestimmt, die Spielzeit 2023/2024 soll komplett professionell betrieben werden. Das bedeutete für die Vereine auch eine Verpflichtung zur Erhöhung ihrer Budgets. Gleichzeitig musste Meister Barcelona aus finanziellen Gründen beim Budget von 8,5 Millionen Euro für die Saison 2023/2024 Kürzungen zwischen 15 und 25 Prozent vornehmen; das zweithöchste Budget der Ligavereine hat Ademar León mit 1,4 Millionen Euro. Vor der Saison hatten acht spanische Nationalspieler die Liga verlassen, insgesamt spielen 80 Spanier in ausländischen Vereinen.
Parallel zum Ligabetrieb spielte Barça als Vorjahresmeister in der EHF Champions League 2023/24. In der EHF European League 2023/24 traten die Teams auf den Plätzen 2 und 3 in der Vorsaison, Rebi Balonmano Cuenca und Frankin BM Granollers, sowie der Pokalfinalist BM Logroño La Rioja an. Im September 2023 spielten Meister und Pokalfinalist der Vorsaison mit zwei Teams aus Portugal die Supercopa Ibérica 2023 aus.
Nach den ersten 15 Spieltagen standen als Teilnehmer an der Copa de España (zuvor: Copa Asobal) im Dezember 2023 aufgrund ihrer Platzierungen die Teams des FC Barcelona, Logroño La Rioja und Fraikin BM Granollers sowie, als Ausrichter, Bidasoa Irun fest; der FC Barcelona gewann das Turnier.
Der FC Barcelona, spanischer Meister aller Spielzeiten seit 2010/2011, gab in seinem zweiten Saisonspiel (gegen Bidasoa Irún) erstmals seit dem 14. Mai 2022 wieder einen Punkt ab.
Am 25. Spieltag sicherte sich der Titelverteidiger FC Barcelona auch die Meisterschaft 2024. Am selben Spieltag standen auch Blendio Sinfín und Fertiberia Puerto Sagunto bereits als Absteiger fest.
Der Tabellen-14. Frigoríficos del Morrazo sicherte sich in der Relegation gegen UBU San Pablo Burgos aus der zweiten Liga den Klassenerhalt.

## Tabelle
| Pl.                                | Verein                                 | Sp. | S  | U | N  | Tore      | Diff. | Punkte  |
| ---------------------------------- | -------------------------------------- | --- | -- | - | -- | --------- | ----- | ------- |
| 1.                                 | Barça (/Kader) (M), (P)                | 30  | 29 | 1 | 0  | 1161:7720 | +389  | 059:10  |
| 2.                                 | Bidasoa Irun (/Kader)                  | 30  | 20 | 3 | 7  | 0935:8150 | +120  | 043:170 |
| 3.                                 | Frankin BM Granollers (/Kader)         | 30  | 18 | 6 | 6  | 0960:8870 | +73   | 042:180 |
| 4.                                 | BM Logroño La Rioja (/Kader)           | 30  | 19 | 2 | 9  | 0925:8760 | +49   | 040:200 |
| 5.                                 | ABANCA Ademar León (/Kader)            | 30  | 14 | 6 | 10 | 0964:9060 | +58   | 034:260 |
| 6.                                 | Viveros Herol BM. Nava (/Kader) (N)    | 30  | 14 | 5 | 11 | 0902:9340 | −32   | 033:270 |
| 7.                                 | Recoletas Atlético Valladolid (/Kader) | 30  | 15 | 1 | 14 | 0900:9100 | −10   | 031:290 |
| 8.                                 | Bada Huesca (/Kader)                   | 30  | 13 | 4 | 13 | 0909:9480 | −39   | 030:300 |
| 9.                                 | Helvetia Anaitasuna (/Kader)           | 30  | 14 | 2 | 14 | 0885:9200 | −35   | 030:300 |
| 10.                                | TM Benidorm (/Kader)                   | 30  | 9  | 7 | 14 | 0877:8940 | −17   | 025:350 |
| 11.                                | Bathco BM Torrelavega (/Kader)         | 30  | 12 | 1 | 17 | 0897:9330 | −36   | 025:350 |
| 12.                                | Ángel Ximénez Puente Genil (/Kader)    | 30  | 11 | 3 | 16 | 0834:8710 | −37   | 025:350 |
| 13.                                | Rebi Balonmano Cuenca (/Kader)         | 30  | 11 | 3 | 16 | 0861:9020 | −41   | 025:350 |
| 14.                                | Frigoríficos del Morrazo (/Kader)      | 30  | 8  | 8 | 14 | 0885:9540 | −69   | 024:360 |
| 15.                                | Blendio Sinfín (/Kader)                | 30  | 2  | 4 | 24 | 0810:9940 | −184  | 08:520  |
| 16.                                | Fertiberia Puerto Sagunto (/Kader) (N) | 30  | 2  | 2 | 26 | 0784:9730 | −189  | 06:540  |
| Quelle: RFEBM, Stand: 25. Mai 2024 |                                        |     |    |   |    |           |       |         |

Legende:

## Zuschauer
Die Spiele der Liga wurden von 307.364 Zuschauern in den Spielstätten besucht, womit die Zahl der Vorsaison (296.500) übertroffen wurde. Mit 3500 Zuschauern war das Spiel Granollers gegen Barcelona das bestbesuchte dieser Spielzeit.
Durchschnittliche Zuschauerzahl bei den Vereinen:
- Frigoríficos del Morrazo: 2.127 (Vorsaison: 2.082)
- ABANCA Ademar León: 1.855 (Vorsaison: 2.513)
- At. Valladolid: 1.823 (Vorsaison: 1.480)
- Bathco BM. Torrelavega: 1.740 (Vorsaison: 1.617)
- Bada Huesca: 1.637 (Vorsaison: 1.463)
- Bidasoa Irun: 1.601 (Vorsaison: 1.545)
- Fraikin BM. Granollers: 1.515 (Vorsaison: 1.219)
- Fertiberia Puerto Sagunto: 1.107
- Blendio Sinfín: 1.093 (Vorsaison: 1.008)
- Barça: 1.040 (Vorsaison: 997)
- Helvetia Anaitasuna: 983 (Vorsaison: 811)
- BM. Logroño La Rioja: 951 (Vorsaison: 866)
- REBI Balonmano Cuenca: 829 (Vorsaison: 880)
- Viveros Herol BM. Nava: 794
- TM Benidorm: 770 (Vorsaison: 672)
- Ángel Ximénez Puente Genil: 627 (Vorsaison: 710)

Die Übertragungen der Spiele durch LALIGA+ wurden von 6.144.711 Zuschauern gesehen. Das Spiel zwischen Ángel Ximénez Puente Genil und Barça am 6. Spieltag war das Spiel mit den meisten Zuschauern der Saison (355.355 Zuschauer).

## Ehrungen

### MVP
Die Liga zeichnet in jedem Monat einen Spieler als Most Valuable Player (Wertvollster Spieler) aus.
- September 2023: Isidoro Martínez (Bathco BM. Torrelavega)[22]
- Oktober 2023: Federico Pizarro (Rebi Balonmano Cuenca)[23]
- November 2023: Nacho Valles (TM Benidorm)[24]
- Dezember 2023: Gonçalo Ribeiro (Ángel Ximénez Puente Genil)[25]
- Februar 2024: Marc López (Blendio Sinfin)[26]
- März 2024: Carlos Álvarez (Ademar León)[27]
- April 2024: Ander Torriko (Helvetia Anaitasuna)[28]

Als MVP der Saison wurde Carlos Álvarez gewählt.

### All-Star Team
Für die Wahl zum All-Star-Team der Saison 2023/2024 waren nominiert:
- Torwart: Miguel Espinha (CQN), Gonzalo Pérez de Vargas (BAR), Saeid Barkhordari (ADE), Emil Nielsen (BAR), Roberto Rodríguez (GRA)
- Linksaußen: Adrián Casqueiro (ADE), Daniel Pérez (NAV), Mario Dorado (CNG), Hampus Wanne (BAR), Adrià Pérez (HCA)
- Rechtsaußen: Jenilson Varela (CNG), Rudolph Hackbarth (CQN), Carlos Álvarez (ADE), Ramiro Martínez (BEN), David Cadarso (LOG)
- Linker Rückraum: Frank Cordies (HCA), Antonio García (GRA), Adrián Nolasco (PSG), Juan Palomino (LOG), Asier Nieto (BID)
- Rückraum Mitte: Nacho Valles (BEN), Isidoro Martínez (TLV), Juan Castro (ADE), Tincho Jung (PGE), Bruno Reguart (GRA)
- Rechter Rückraum: Dika Mem (BAR), Fede Pizarro (CQN), Melvyn Richardson (BAR), Edu Fernández (ANA), Domingo Luís Mosquera (HCA)
- Kreis: Rodrigo Benites (HCA), Esteban Salinas (BID), Álvaro Martínez (ATV), Iván Montoya (GRA), Artur Parera (PSG)
- Verteidiger: Thiagus Petrus (BAR), Gedeón Guardiola (NAV), Oriol Rey (GRA), Marcio Silva (PGE), Matheus Da Silva (BID)
- Nachwuchsspieler: Petar Cikusa (BAR), Luka Krivokapić (PSG), Marc López (SIN), Víctor Romero (GRA), Aitor Albizu (ANA)
- Trainer: Carlos Ortega (BAR), Jacobo Cuétara (BID), Antonio Rama (GRA), Miguel Ángel Velasco (LOG), Álvaro Senovilla (NAV)

Gewählt wurden Gonzalo Pérez de Vargas, Adrián Casqueiro, Antonio García, Nacho Valles, Dika Mem, Carlos Álvarez, Esteban Salinas, Thiagus Petrus, Petar Cikusa und Antonio Rama.

### Erfolgreichste Torwerfer
| Platz | Tore | Spieler        | Spiele (Tore pro Spiel) | Verein                    | Gesamttore des Vereins |
| ----- | ---- | -------------- | ----------------------- | ------------------------- | ---------------------- |
| 1     | 190  | Carlos Álvarez | 29 (6,55)               | ABANCA Ademar León        | 964                    |
| 2     | 164  | Ignacio Vallés | 30 (5,47)               | TM Benidorm               | 877                    |
| 3     | 154  | Juan Castro    | 28 (5,50)               | ABANCA Ademar León        | 964                    |
| 4     | 152  | Adrián Nolasco | 29 (5,24)               | Fertiberia Puerto Sagunto | 784                    |
| 5     | 152  | David Cadarso  | 29 (5,24)               | BM Logroño La Rioja       | 925                    |

### Bestes Tor / Beste Parade
Für das beste Tor in der Spielzeit wurde Mario Dorado Pérez (Frigoríficos del Morrazo) geehrt. Er erzielte dieses am 7. Spieltag gegen Blendio Sinfín.
Die Ehrung für die beste Parade wurde Juan Manuel Bar (Helvetia Anaitasuna) zuteil. Er wurde damit für eine Abwehr am 24. Spieltag gegen Barcelona ausgezeichnet.

### Beste Schiedsrichter
Als beste Schiedsrichter der Liga wurden Andreu Marín und Ignacio García Serradilla gewählt. Auf den Plätzen folgten die Gespanne Raúl Oyarzun und Aritz Zaragueta sowie Javier Álvarez Mata und Yon Bustamante.